# 白沙镇 (英德市)
白沙镇，是中华人民共和国广东省清远市英德市下辖的一个乡镇级行政单位。

## 行政区划
白沙镇下辖以下地区：
太平社区、白沙村、水心村、车头村、太平村、红星村、会英村、石园村、新潭村、双星村和门洞村。